# Там! Нет Ничего
«Там! Нет Ничего» — советская и российская рок-группа, созданная в Ростове-на-Дону в 1987 году Валерием Посиделовым на базе группы «День и Вечер». Одна из наиболее значимых рок-групп донского рока 80-90-х годов.

## История группы

### День и Вечер (1979—1988)
История «Там! Нет Ничего» начинается в 1979 году, когда Валерием Посиделовым была организована группа «День и Вечер», давшая начало «второй волне» ростовской рок-музыки. Помимо Посиделова, в группе были задействованы Олег Гуменов (ударные) и Алексей Неженцев (бас-гитара). Чуть позже к ним присоединились гитарист Владимир Хоружий и клавишник Константин Мацанов. После удачного выступления «Дня и Вечера» на рок-фестиваль в Черкесске группа начала активную гастрольную деятельность. География концертов: Донецк, Харьков, Одесса, Бердянск, Киев, Днепропетровск, Симферополь, Уфа.
Первые три альбома группы («Ноль» — 1979, «Писатель» — 1979, «Деньги Ишары» — 1980) утрачены.

### Новые комсомольцы (1988)
После объявления о роспуске «Дня и Вечера» Посиделов вместе с Неженцевым, Гуменовым и Хоружим записал альбом «Демагогический всеобуч», назвавшись экспериментальной группой «Новые комсомольцы».

### Транс-Мотор (1992)
Посиделов: «В 1992 году в группу пришёл новый барабанщик Сергей Потапов — очень сильный, универсальный барабанщик. Появился криминальный продюсер Вова Малюта, и на деньги каких-то то ли бандитов, то ли казаков, записался двойной альбом нового проекта „Транс-Мотор“. „Транс-Мотор“ существовал недолго. Малюта сделал несколько совместных, аферных концертов. Запомнился концерт с группой „Мастер“, после которого Малюта с осветителем Эдиком пропили всю выручку и кинули всех музыкантов на деньги». Альбом «Камерный концерт» для Малюты и Трансформатора состоит на 50 % из ремейков собственных песен и новых.

### Сказочник в законе (2004)
В 2004-м Посиделов с музыкантами «Там! Нет Ничего» записали альбом «Музыку делать нельзя» под маркой нового псевдо-блатного проекта «Сказочник в законе». Вот что говорил Посиделов о «Сказочнике» в одном из интервью: "Прежде группа называлась «Там нет нечего». Была она в прошлом веке, было у нас много фестивалей, концертов, радио- и телеэфиров. Мы записали кучу альбомов. Через «ТНН» прошло много хороших музыкантов. Также был независимый журнал «Ура! Бум Бум». И все это было в прежние эпохи — эпохи андеграунда, самиздата; к этому нормально все относились. Всему своё время. Концепция не меняется, просто «Сказочник» — это попытка нового проекта. Прежде ещё были проекты «День и вечер» с 80-го по 88-й год. Тогда мы объездили весь совок, но распались накануне Подольска. И на «Первую Аврору» в 88-м году поехала уже группа «ТНН». Потом был проект «Новые комсомольцы», «Трансматур», много саундтреков к спектаклям, документальным фильмам, телепрограммам. Что такое «Сказочник в законе»? Это своего рода саундтрек к моей прозе и всего лишь название проекта. Сейчас принято как-то группы называть проектами, потому что в нашем понимании группа — это большая слитная семья, а проект — это ещё непонятно чем закончится. Вот у нас существует костяк: я и Дима Христианов, который пишет музыку и аранжировку, он же и звукорежиссёр, и бас-гитарист, и композитор. Вот. Какая у нас концепция? Концепция — слишком дурацкое слово. Это просто песни про нашу жизнь, персонажи сказки, в которой мы вместе все участвуем. Что касается названия нашего последнего, то есть первого альбома «Сказочника» «Музыку делать нельзя», то тут следует сказать следующее, что музыку делать действительно нельзя, она сделана — это тысячелетний опыт. Тот, кто считает, что он делает музыку, он глубоко в этом заблуждается, все равно, что считать, что ты делаешь природу или ты делаешь политику".

### Там! Нет Ничего! (1988—настоящее время)
Сам Посиделов комментировал название группы «Там! Нет Ничего» следующим образом: 
«Я придумал такое название группе, потому что эта употребляемая фраза каждым из нас по несколько раз в день, применима ко всему, это магическое заклинание жизни и смерти, слово „есть“ — чаще всего иллюзия, „нет“ — это скорее реальность. Публику это заклинание шокирует и вызывает потребность иронизировать. Именно в такой атмосфере и нужно играть, когда тебя заведомо держат за „порожняк“ и ты должен разрушать их искусственно сделанную антисимпатию. Куда проще, когда на сцену выходят любимые „пусики“ и название у них — желанная толпой этикетка фабрики имени „Конформизма“…».
В 1994 году на 4 песни («Память», «Море! Возьми табуретку», «Ближе», «Наверное это любовь») были сняты клипы режиссёром Кириллом Серебренниковым.

## Альбомы группы

### День и Вечер
- 1979 — Ноль
- 1979 — «Писатель»
- 1979 — «Идолы»
- 1980 — «Деньги Ишары»
- 1980 — «Финансовый блюз»
- 1980 — «Кумир»
- 1981 — «Мутант»
- 1981 — «Библиотека»
- 1982 — «Исповедь у зеркала»
- 1983 — «Кумир и маски» (1982-1983)
- 1983 — «Король четырёх стульев»
- 1983 — «Попурри из тишины» (Сборник)
- 1984 — «Полигон РА-156» (1984-1985)
- 1986 — «Птица идиот»
- 1986 — «Депрессия»
- 1987 — «Пограничный покой»
- 1987 — «Фотообои»
- 1988 — «Новые комсомольцы»
- 1988 — «Из фондов лебединой песни»
- 1988 — «Монолог воинствующего А (андерграунда)» (Двойной)

### Там! Нет Ничего!
- 1988 — «Демагогический всеобуч» (под маркой проекта «Новые комсомольцы»)
- 1988 — «Русские песни и бег задом по лестнице вверх»
- 1989 — «Револьвер господина Достоевского и поколение в спортивных штанах»
- 1990 — «Эклектика мозга»
- 1991 — «Хроника Провинциальной реверберации»
- 1991 — «Введение в метафизику»
- 1991 — «Полночное масло» (двойной инструментальный перформанс при участии Игоря Скалдина)
- 1992 — «Камерный концерт для Малюты и Трансформатора» (под маркой проекта «Транс-Мотор»)
- 1993 — «Синяя собака»
- 1993 — «Бейрут — 19» (саундтрек к сказке)
- 1994 — «Шум в саду Себастьяна» (саундтрек к театральной постановке «Сад Себастьяна» Кирилла Серебренникова)
- 1994 — «Демон» (саундтрек к театральной постановке Кирилла Серебренникова по Лермонтову)
- 1994 — «Мёрзко — или концерт зимней музыки»
- 1995 — «Музыка для дальнобойных перевозок»
- 1995 — «Песни Механизмов» (инструментальный)
- 1995 — «Бог сейчас на войне»
- 1995 — «Уничтожение культуры» (концертный)
- 1995 — «Сатана и мыши» (инструментальный)
- 1995 — «Медведь» (сборник)
- 1996 — «Жизнь воды» (инструментальный)
- 1996 — «Песни утопленника»
- 1996 — «Performance» (инструментальный)
- 1997 — «Наверное это любовь»
- 1997 — «Любимые люди и нежная ненависть к Родине»
- 1997 — «Урбанистические монологи» (акустика)
- 1997 — «Танцы на циферблате» (с Виктором Левченко)
- 1999 — «Гараж»
- 2000 — «АскАрбительная Кислота»
- 2005 — «Музыку делать нельзя» (под маркой проекта «Сказочник в законе»)
- 2005 — «Шофёр Петров — или Русский дизель»
- 2005 — «Ванька-командир» (акустика)
- 2006 — «Экстремальная лирика — или Псевдо-шансон» (акустика)
- 2009 — «Мир стал другой» (акустика)
- 2009 — «Артхаус — или Голый клоун»
- 2013 — «Конец вечности» (инструментальный)
- 2013 — «Вертолёты моей головы» (инструментальный)
- 2013 — «Музыка для хорошего кино» (инструментальный)
- 2013 — «Photogenic Wasteland» (инструментальный)
- 2013 — «Ink Space» (инструментальный)
- 2014 — «Rostov Noise Suite No. 70» (инструментальный, при участии Эдуарда Срапионова)
- 2014 — «Ambiend» (инструментальный)
- 2014 — «The Unknown Place» (инструментальный)
- 2017 — «Vulgar Auteurism» (инструментальный)
- 2018 — «Death Stranding» (инструментальный)